# تناظر فائق
في فيزياء الجسيمات: التناظر الفائق supersymmetry (اختصارا SUSY) هو عبارة عن تناظر فيزيائي يقوم بالربط بين نوعين أساسيين من الجسيمات الأولية: البوزونات التي تمتلك أعداداً صحيحة من اللف المغزلي والفرميونات التي تمتلك أنصاف اعداداً صحيحة من اللف المغزلي. في النظريات فائقة التناظر، كل فرميون أساسي له نظير فائق superpartner بوزوني مرتبط به وبالعكس.
ونجد في النظرية الفائقة المتتامة «الغير مكسورة unbroken» أن كل زوج من الشركاء الفائقين المتناظرين يمتلكون نفس الكتلة ونفس العدد الكمي بغض النظر عن مقدار اللف المغزلي له. على سبيل المثال: لو افترضنا أن هنالك جسيم يدعى «سيليكترون selectron» (النظير الفائق للإلكترون) أي أنه النسخة البوزونية للإلكترون، سيكون لديه نفس كتلة الإلكترون وبهكذا إيجاده في المختبر سيكون أسهل، ولكن طالما أنه لم يتم اكتشاف أي نظير فائق وإذا كانت نظرية «التناظر الفائق» موجودة فعلاً فلا بد من طرح فكرة «كسر التناظر التلقائي Spontaneous symmetry breaking» التي تقوم على أن الشركاء المتناظرين الفائقين يمكن أن يختلفو بالكتلة، هذه الفكرة يمكن أن تحل العديد من المشاكل الغامضة المستعصية على الحل تقليديا في حال تطبيقها على النموذج العياري لفيزياء الجسيمات وفإنه يمكن حل «مسألة التسلسل الهرمي hierarchy problem».
إن أبسط إنجاز لفكرة كسر التناظر التلقائي هو ما يسمى بـ النموذج العياري الفائق التناظر الأصغري MSSM يعتبر أحد أفضل المرشحين الذين تمت دراستهم كنظرية فيزيائية تتجاوز النموذج العياري.
التأكيد المباشر لوجود نظرية التناظر الفائق يأتي بتتبع نتائج تجارب التصادم من وجود شركاء متناظرين فائقين وهذه التجارب تتم في مصادمات مثل مصادم الهادرونات الكبير يعرف اختصاراً بـ LHC.
بعد التشغيل الأول لهذا المصادم وبعد النظر إلى النتائج لم يجد العلماء أي دليل للتناظر الفائق (حيث كل النتائج كانت محصورة بالنموذج العياري)، ان هذه النتيجة وضعت نهاية لنظرية التناظر الفائق، لكن مازال البعض متحمس ومصدق بأن النظرية فعلاً موجودة على عكس بعض الفيزيائيين حيث ذهبوا ليكتشفوا أفكاراً جديدة، أما بالنسبة للمصادم فما زال وسيتمم بحثه عن التناظر الفائق وعن نظريات أخرى في تشغيله الثاني.

## التاريخ
تم طرح التناظر الفائق أولا عام 1973 من قبل يولويس فيس Julius Wess وبرونو زومينو Bruno Zumino. قبل هذا كان الجبر فائق التناظر supersymmetry algebra قد اكتشف على يد رياضيين سوفييتيين Gol'fand وLikhtman في أواخر الستينات ولم يطبق مباشرة على مسائل فيزياء الجسيمات الأولية. وكان ظهور التناظر الفائق أولا من ضمن سياق نظرية الأوتار في نسختها الأولى التي وضعها راموند Ramond وجون شفارتز John H. Schwarz ونيفو Neveu. لكن البنية الرياضية للتناظر الفائق تم تطبيقها بنجاح في مجالات الفيزياء الأخرى: أولا من قبل «فيس»، و«زومينو»، والعالم الباكستاني محمد عبد السلام وباحثيهم ضمن مجال فيزياء الجسيمات، من ثم مجالات أخرى تتراوح بين ميكانيك الكم إلى الفيزياء الإحصائية. ما زال التناظر الفائق يشكل جزءا حيويا وهاما في أي نظرية مقترحة مستقبلية للفيزياء في وقتنا الحالي.

## جسيمات تتبع النظرية
كانت أول نموذج للتناظر الفائق يمكن مشاهدته عمليا ممثلا في نموذج عياري فائق التناطر الأصغر MSSM واقترحه الفيزيائيان «هوارد جورجي» و«سافاس ديموبولوس» في عام 1981. وطبقا لتنبؤتهما العلمية تبلغ كتلة جسيم الشريك الفائق Superpartner
الجاري البحث عنه في حيز 100 GeV/c² إلى 1 TeV/c²، وهي طاقة في مقدور مصادم الهادرونات الكبير LHC أن ينتجها. وقد بينت بالفعل بعض قياسات أجريت على مصادم الهادرونات الكبير على وجود جسيمات أولية تعتبر شريك فائق في هذا الحيز من الكتلة.

## مادة مظلمة
طبقا للنماذج الفلكية لجسيمات بداية نشأة الكون فهي تعتقد في تكوُن جسيمات ذات كتل مختلفة آنذاك. ومن ضمنها يفترض نشأة جسيم LSP متعادل الشحنة، ويعتقد تمثله في أخف نيوترالينوات. كما يعتقد أنه مرشح لأن يكون تفسيرا للمادة المظلمة.
.